# Sarasvatia srilankensis
Sarasvatia srilankensis är en stekelart som beskrevs av Karl-Johan Hedqvist 1976. Sarasvatia srilankensis ingår i släktet Sarasvatia och familjen finglanssteklar.
Artens utbredningsområde är Sri Lanka. Inga underarter finns listade i Catalogue of Life.